# Olivia Blatchford
Olivia Blatchford, (nacida el 23 de enero de 1993 en Nueva York) es una jugadora profesional de squash que representa a los Estados Unidos. Sus Logros Junior incluyen ganar el British Junior Open Girls en la categoría de menos de 15 años. Alcanzó el puesto 32.º del ranking mundial en octubre de 2011.